# Rumex venosus
Rumex venosus és una planta de la família de les poligonàcies. Es troba en la regió central i occidental d'Amèrica del Nord.

## Descripció
Planta herbàcia hemicriptòfita perenne que presenta tiges roges fortes de fins a 50 centímetres de llarg. Les nombroses fulles, lleugerament coriàcies, lanceolades o ovals, tenen una longitud de 15 centímetres de mitjana. Aquestes s'uneixen a la base al nivell d'una beina blanquinosa. Les tiges se prolonguen sota terra com si foren un rizoma rastrer.
La floració es produeix entre abril i juny. Les "flors", de fet són bràctees, s'agrupen en raïms allargats de color roig-ataronjat que habitualment ocupen la part superior de les dues terceres parts de les tiges. Aquestes es componen de sis segments en els quals els tres interns s'expansionen per a formar grans bràctees en forma de cor d'uns 1,3 a 3,8 centímetres de llarg, al voltant d'un ovari, arribant a formar un aquenimarró molt petit.

## Distribució
Aquesta planta sovint creix en sòls sorrencs a les zones àrides o praderies, entre 200 i 1500 metres d'altitud. Prefereix el sol directe i estar en sòls arenosos ben drenats.

## Usos
Les arrels i les fulles són bullides i s'utilitzen com un colorant roig pels xeienes.